# Gynacantha radama
Gynacantha radama – gatunek ważki z rodziny żagnicowatych (Aeshnidae).